# International Rhodes Grand Prix
L'International Rhodes Grand Prix è una corsa in linea maschile di ciclismo su strada che si svolge sull'isola di Rodi, in Grecia, ogni anno nel mese di marzo. Creata nel 2017, fa parte del calendario dell'UCI Europe Tour nella classe 1.2. Molti media hanno scelto questa gara come la migliore gara di ciclismo della Grecia per 2 anni consecutivi.

## Albo d'oro
Aggiornato all'edizione 2025.
| Anno | Vincitore        | Secondo                | Terzo             |
| ---- | ---------------- | ---------------------- | ----------------- |
| 2017 | Alan Banaszek    | Ahmet Örken            | Joshua Huppertz   |
| 2018 | Matteo Moschetti | Marco Maronese         | Joshua Huppertz   |
| 2019 | Dušan Rajović    | Charálampos Kastrantás | Luuc Bugter       |
| 2020 | Erlend Blikra    | Herman Dahl            | Joshua Huppertz   |
| 2021 | Tord Gudmestad   | Filippo Fiorelli       | Stan Van Tricht   |
| 2022 | André Drege      | Andreas Stokbro        | Christian Koch    |
| 2023 | Eirik Lunder     | Rasmus Bøgh Wallin     | Daniel Federspiel |
| 2024 | Tyler Stites     | André Drege            | Gustav Wang       |
| 2025 | Marcin Budziński | Pierre-Henry Basset    | Ben Felix Jochum  |